# Shelfordina angustior
Shelfordina angustior är en kackerlacksart som först beskrevs av Hanitsch 1928.  Shelfordina angustior ingår i släktet Shelfordina och familjen småkackerlackor. Inga underarter finns listade i Catalogue of Life.